# Schloss Michelbach an der Bilz

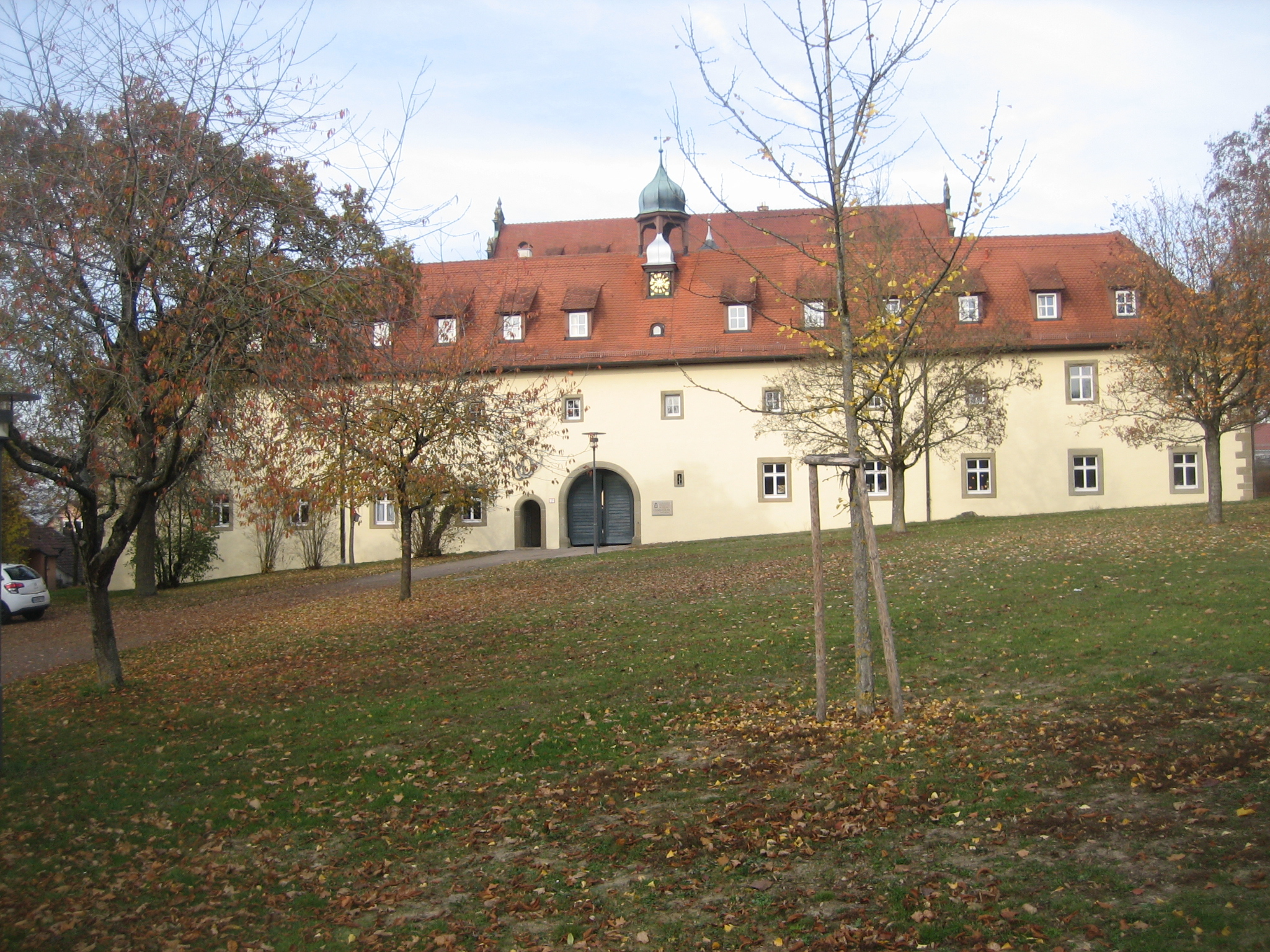
Schloss Michelbach an der Bilz (2018)

Das Schloss Michelbach an der Bilz in Michelbach an der Bilz im Landkreis Schwäbisch Hall in Baden-Württemberg wurde im frühen 17. Jahrhundert als Witwensitz der Schenken von Limpurg errichtet. Das Schloss wurde jedoch nicht seiner Bestimmung nach genutzt und auch nicht von einer Herrschaft bezogen. Stattdessen richtete man im Kleinen Schloss Wohn- und Amtsräume für herrschaftliche Beamte ein und nutzte das Hauptgebäude zu landwirtschaftlichen Zwecken. Das Schloss verfiel allmählich und wurde erst ab 1926 durch Ludwig Wunder zur Einrichtung einer vegetarischen Landheimschule wiederhergestellt. Heute beherbergt es einen Teil des Evangelischen Schulzentrums Michelbach.

## Geschichte
In Michelbach an der Bilz befand sich ursprünglich kein fester Herrensitz. Der Ort gehörte spätestens ab dem 14. Jahrhundert den Schenken von Limpurg. Schenk Friedrich VII. von Limpurg hat den Ort 1558 seiner ersten Gattin Margarethe von Erbach als Wittum verschrieben. Nach Margarethes Tod verschrieb er den Ort im Ehevertrag von 1567 seiner zweiten Gattin Agnes von Limpurg-Gaildorf-Schmiedefeld. Diese wiederum nahm ihren Witwensitz jedoch in Obersontheim und trat Michelbach an ihren Sohn, Wilhelm Schenk von Limpurg, ab, damit dieser ein Wittum für seine 1606 angetraute Gattin Dorothea zu Hohenlohe-Langenburg, eine geborene Gräfin zu Reuß-Plauen, vorweisen konnte. 1608 beschlossen die Schenken von Limpurg, die zu jener Zeit ihren Besitz als Kondominat von sieben Brüdern verwalteten und mehrere Witwensitze zu bauen hatten, als erstes den Bau einer einfachen Witwenbehausung in Michelbach durchzuführen. Schenk Wilhelm wollte als Baumeister die Graubündner Meister Gilg Vältin und Hans Rigeis gewinnen, doch waren jene schon auf Jahre mit Aufträgen ausgelastet. Vältin und Rigeis vermittelten jedoch einen dritten Graubündner, Nicolas Androi aus Roveredo, der im Frühjahr 1609 in Obersontheim Pläne für einen Witwenbau vorlegte und im Juni 1609 einen Werkvertrag mit den Schenken von Limpurg schloss. Androi zog mit seinem Gesinde in den Folgejahren jeweils während der Sommermonate nach Michelbach und überwachte die Bauarbeiten, die größtenteils an einheimische Handwerker vergeben wurden. Schenk Wilhelm war unterdessen bis 1618 in Göppingen tätig und lebte mit seiner Gattin ab dann wieder in Obersontheim, von wo aus die Fertigstellung des Michelbacher Schlosses vorangetrieben wurde. Gemäß der erhaltenen Abrechnungen zog sich der Ausbau des Schlosses mindestens bis 1628 hin.
Das Schloss besteht aus einem dreistöckigen rechteckigen Hauptgebäude mit Volutengiebel und Treppenturm sowie dem zweiflügligen, Kleines Schloss genannten zweistöckigen Anbau. Es blieb jedoch ohne Bewohner, da man es nicht als Wohnstatt benötigte und die damit als Witwensitz begünstigte Dorothea 1631 vor Schenk Wilhelm starb. Schenk Wilhelm verstarb 1633, nach seinem Tod gab es langwierige Streitigkeiten um sein Erbe, letztendlich mit dem Schloss begünstigt wurden später die Fürsten von Löwenstein-Wertheim-Freudenberg.
Den Dreißigjährigen Krieg hat das Schloss wohl ohne größeren Schaden überdauert. Während das Hauptgebäude weiter leer stand, richtete man im Kleinen Schloss Amtsräume und Dienstwohnung für den Forstmeister des Amts Michelbach ein. Im selben Gebäude hatte zeitweise auch eine Witwe aus der Familie von Löwenstein-Wertheim-Freudenberg ihren Witwensitz. Im 18. Jahrhundert gab es dann wohl doch herrschaftliche Nutzungsabsichten für das Hauptgebäude, worauf Umbauten in der Hofstube aus jener Zeit schließen lassen. Bezogen wurde das Schloss dennoch nicht, so dass der Hauptbau die meiste Zeit im Wesentlichen zweckentfremdet als Heustadel und Kornspeicher diente. Im frühen 20. Jahrhundert überlegte man schließlich den Verkauf auf Abriss.
1926 pachtete der Reformpädagoge Ludwig Wunder das verfallene Schloss von den Grafen von Löwenstein für 50 Jahre, richtete es notdürftig her und gründete darin ein vegetarisches Landerziehungsheim, das bis 1945 bestand. Zu den Nutzungsauflagen zählte die Verpflichtung, das Schloss binnen neun Jahren zu renovieren, was Wunder in der Hälfte der Zeit gelang. 1940 ließ Wunder außerdem auch noch das Dachgeschoss des Schlosses ausbauen, um weiteren Raum für Lehrsäle und Schülerzimmer zu gewinnen. Nach dem Zweiten Weltkrieg wurden zunächst viele der nach Michelbach strömenden Flüchtlinge und Vertriebenen im Schloss einquartiert. 1946 erhielt die neugegründete Lehreroberschule Michelbach/Bilz ihren Sitz im Schloss. Die Schule wurde 1954 in ein Evangelisches Aufbaugymnasium umgewandelt. In den ersten Jahren konnte die Schule nur einen Teil des Schlosses nutzen, da ja weiterhin Flüchtlinge einquartiert waren und man nach deren Auszug die Gebäude auch umfassend sanieren musste. Später konnte die Schule dann das gesamte Schloss beziehen und hat auch einige Neubauten in der Umgebung des Schlosses errichtet. Das Schloss ist bis heute Teil des Evangelischen Schulzentrums Michelbach.

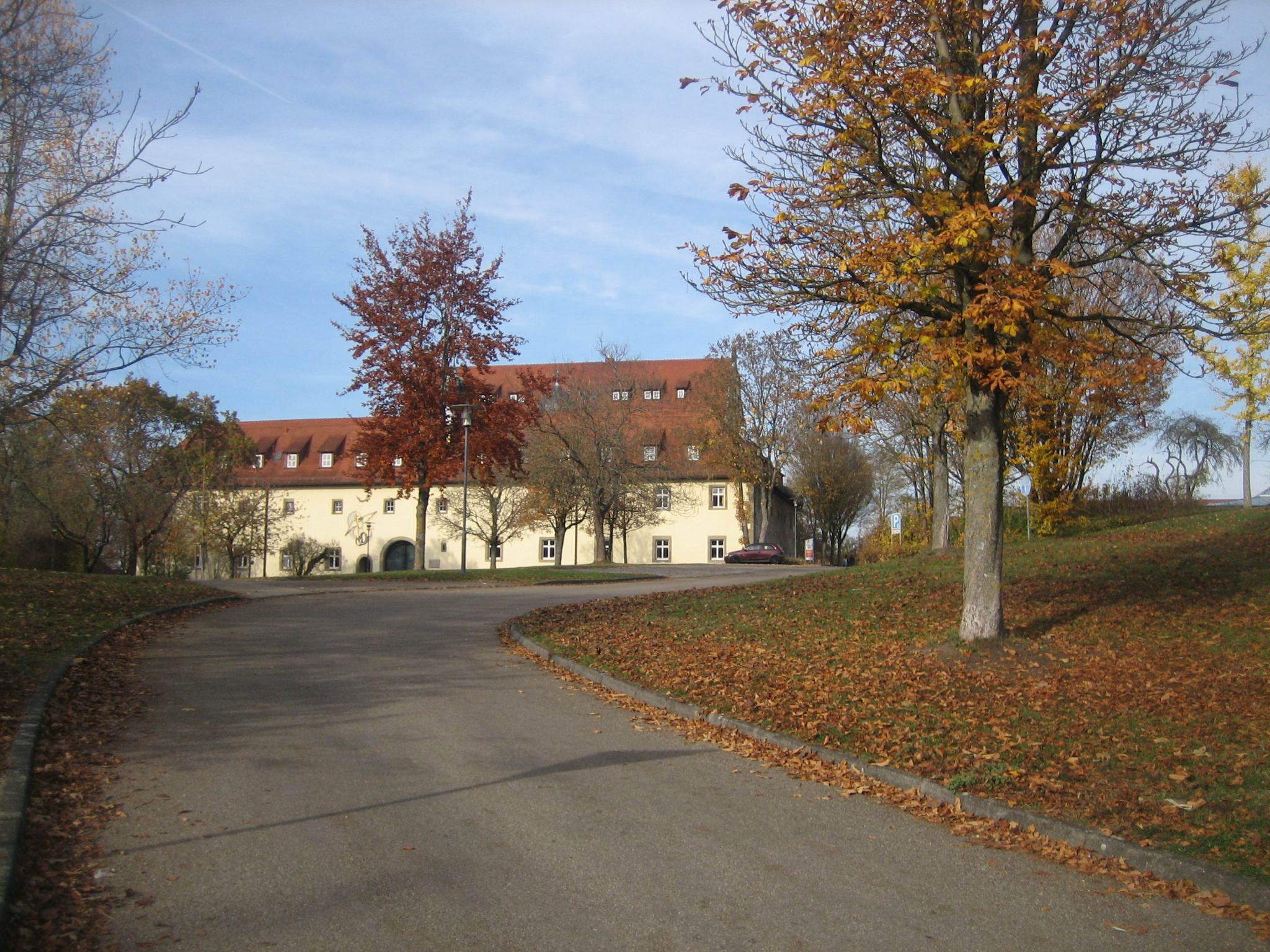
Zufahrt von Süden
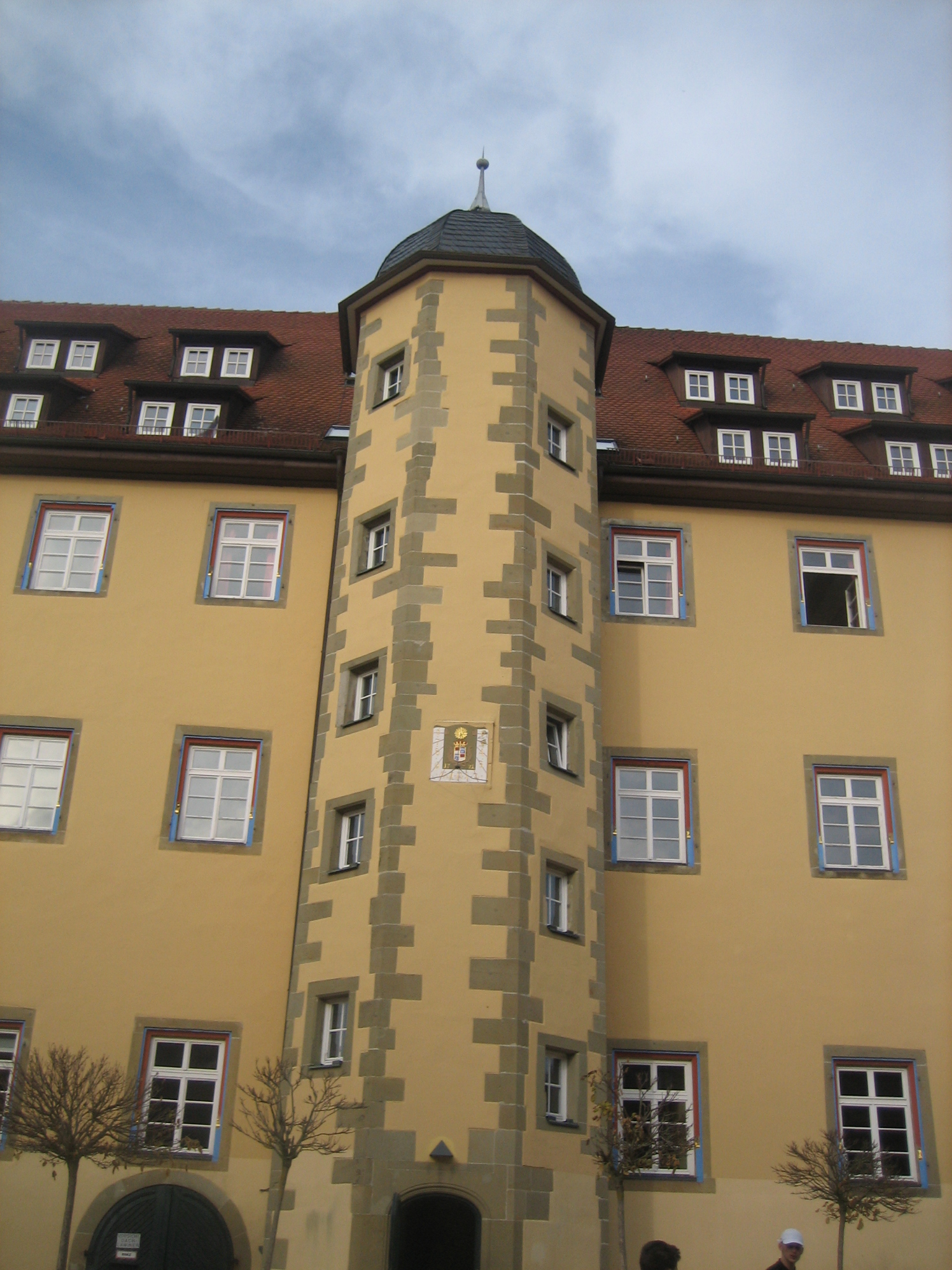
Treppenturm
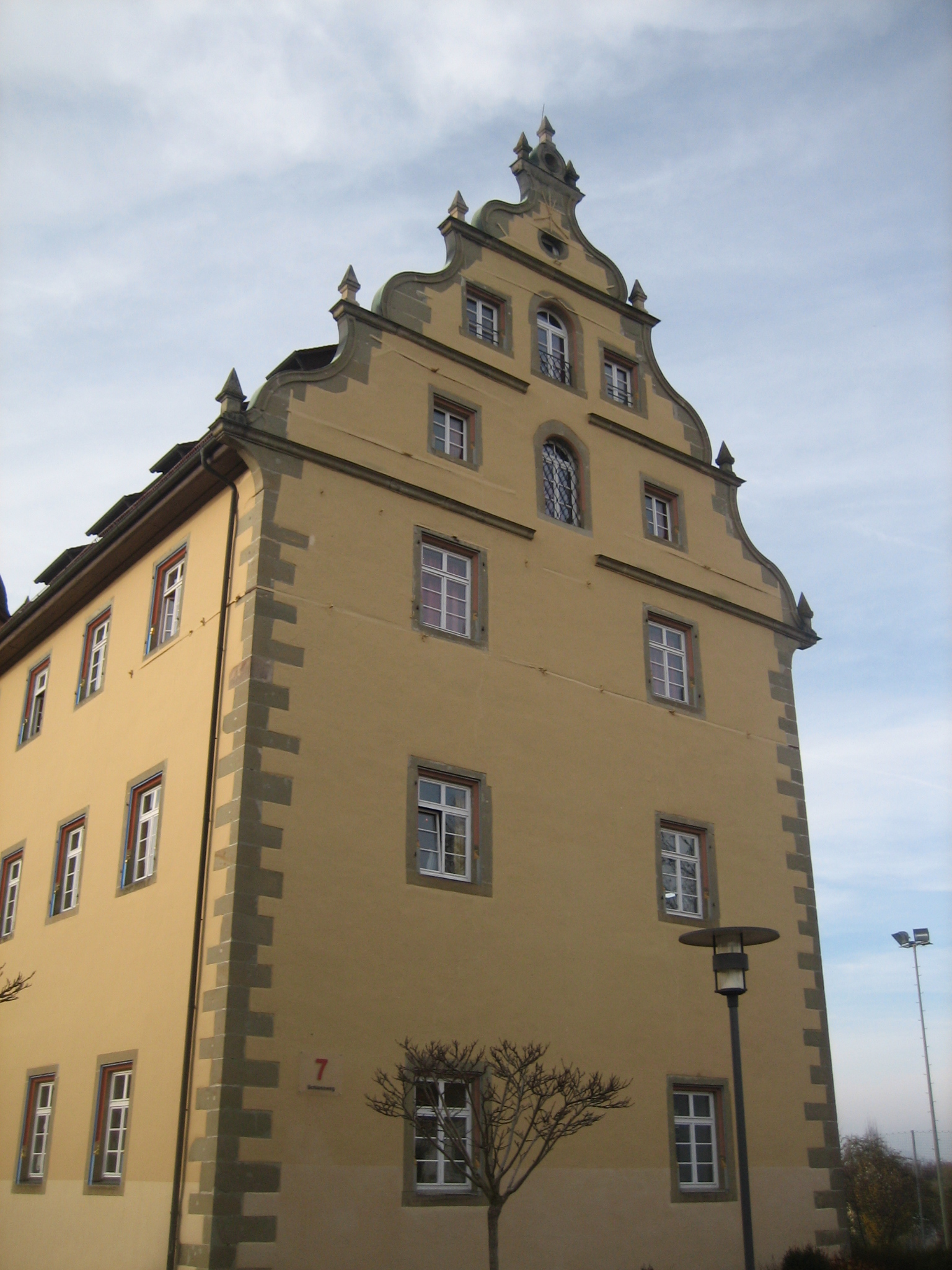
Barocker Schweifgiebel
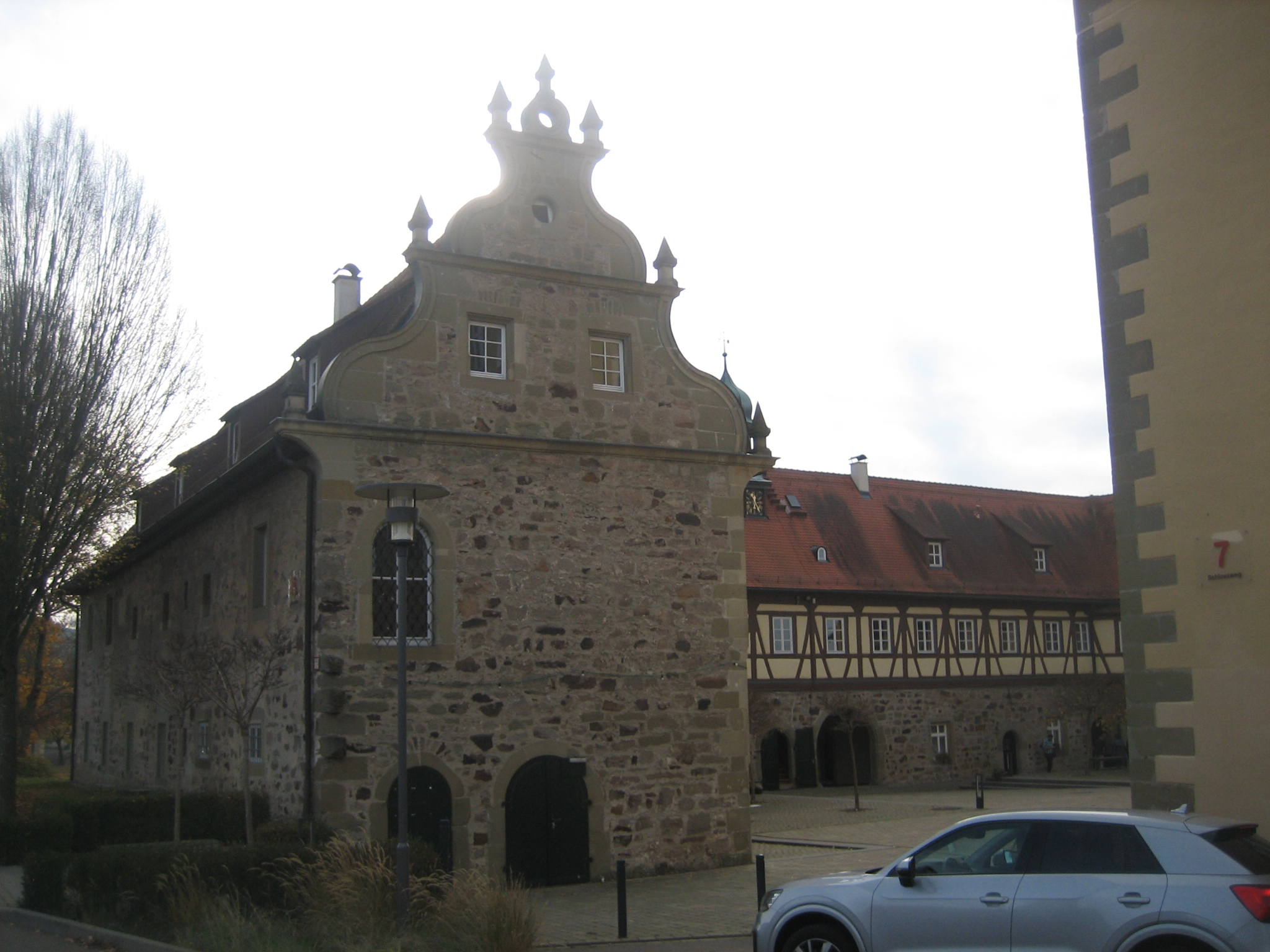
Blick in den Innenhof